# Castelsardo
Castelsardo (parfois Castel Sardo ou Castello di Sardegna ; en castellanais Calteddu ; en sassarais Castheddu) est une commune italienne de la province de Sassari, en Sardaigne.

## Géographie
Castelsardo est située sur un promontoire face au golfe d'Asinara, dans la région historique d'Anglona au nord de la Sardaigne.
La côte près de la ville est principalement rocheuse avec de petites criques, à l'exception de la longue plage de Lu Bagnu.

## Histoire
L'ancien nom de la ville était CastelGenovese ou CastelDoria, littéralement « château génois », car fondé par Gênes et appartenant alors à la famille Doria. Elle n'a pris son nom actuel que le 8 mai 1767 (diplôme de Charles-Emmanuel III de Savoie le rebaptisant Castel Sardo), avec le royaume de Sardaigne attribué à la maison de Savoie, les Aragonais l'ayant rebaptisé entre-temps Castillo Aragonés (Chateau Aragonais).
La fondation de Castelsardo remonterait à 1102 mais il est plus probable que les Doria ne le fondent, sous le nom de Castel Genovese, qu'au XIIIe siècle. Le plus ancien document attesté date du 26 août 1274. Il évoque un château dit « des Génois ». Jusqu'en 1272, le port voisin de Frexanu (Frisgianu) dépendait du judicat de Logudoro (ou Torres, autour de la ville de Torres près de l'actuelle Porto Torres), alors qu'en 1274, il devient une terre des Malaspina qui le céderont aux Doria en février 1282. Ces derniers gouvernèrent le château jusqu'en 1448, date à laquelle il devient Aragonais, la dernière ville sur l'île qui était encore exclue du royaume de Sardaigne.

## Administration

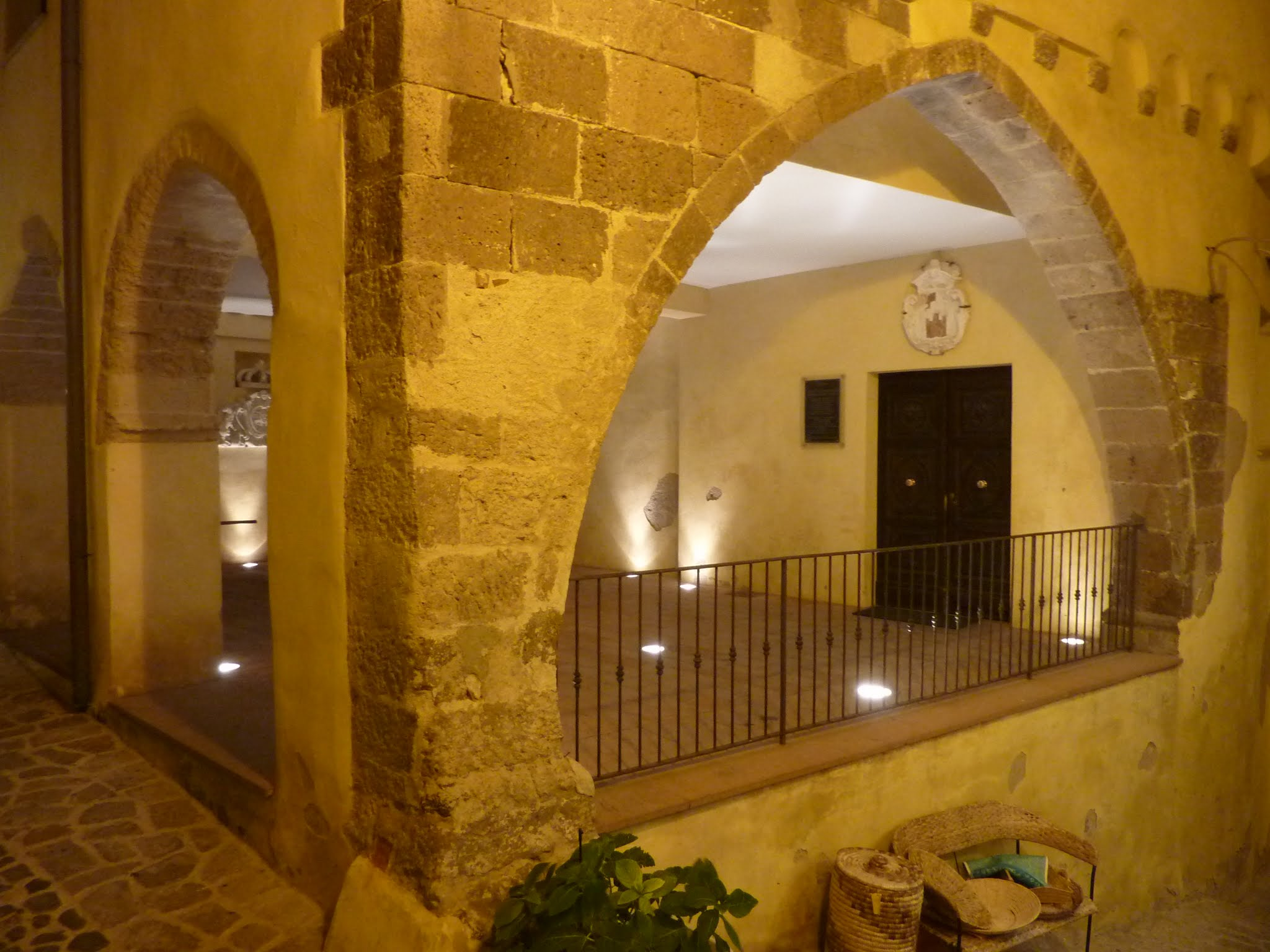
La mairie de la ville.

| Période                                  | Période       | Identité                    | Étiquette | Qualité |
| ---------------------------------------- | ------------- | --------------------------- | --------- | ------- |
| 21 novembre 1993                         | 9 juin 1996   | Angelo Capula               |           |         |
| 9 juin 1996                              | 16 avril 2000 | Massimo Pinna               |           |         |
| 16 avril 2000                            | 8 mai 2005    | Francesco Angelo Cuccureddu |           |         |
| 8 mai 2005                               | 30 mai 2010   | Francesco Angelo Cuccureddu |           |         |
| 30 mai 2010                              | 25 mai 2014   | Giovanni Matteo Santoni     |           |         |
| 25 mai 2014                              | 17 juin 2019  | Angelo Francesco Cuccureddu |           |         |
| 17 juin 2019                             | 6 juin 2024   | Antonio Maria Capula        |           |         |
| 6 juin 2024                              |               | Maria Lucia Tirotto         |           |         |
| Les données manquantes sont à compléter. |               |                             |           |         |

### Hameaux
Lu Bagnu, Multeddu, San Giovanni, Terre Bianca, Lu Romasinu, Punta Tramontana.

### Communes limitrophes
Sedini, Sorso, Tergu, Valledoria.

## Démographie
Habitants recensés

## Activités
Le tourisme est une des activités significatives à Castelsardo, le long d'un des axes de la Randonnée en Sardaigne. Le site héberge le château des Doria du XIIe siècle et le Museo dell’Intreccio, qui conserve l’art ancien de créer des paniers sardes avec des fils de foin, de palme et de raphia.

## Honneurs
Castelsardo est l'un des I borghi più belli d'Italia (Les plus beaux villages de l'Italie), Les plus beaux villages de la terre, Città regie della Sardegna (Villes royales de Sardaigne).

## Patrimoine
- Rocher de l'Éléphant (Italie)
- Nuraghe Paddaggiu